# 李思欣
李思欣（英語：Charmaine Li Sze Yan，1983年1月8日—），前香港無綫電視旗下合約女演員。

## 簡歷
李思欣早年就讀香港嘉諾撒學校和庇理羅士女子中學。於2004年取得香港演藝學院戲劇文憑。同年拍攝首部電視劇《赤沙印記@四葉草.2》於劇中擔任第二女主角，在《法證先鋒》初演反派，飾演殺人兇手景天思（Tracy），其後曾主演《亂世佳人》的顧昭兒、《凶城計中計》的霍倩琦等。
2010年，李思欣於《蒲松齡》飾演仗势欺人的魏虹，《公主嫁到》中飾演的晉懷公主以及於2011年在《萬凰之王》中飾演失心瘋的祥嬪。2011年底播出的處境喜劇《結·分@謊情式》中飾演的獨立女孩錢愛晨，戲份相當重。2012年於《名媛望族》飾演的婢女采月，演技精湛獲得好評。於2014年5月底約滿離開無綫電視，也有經營生意，至今以自由身活躍於幕前拍攝，網络電影、電影及舞台劇演出，主持各大活動司儀，新城電台美容節目《美麗秀》和東周刊《思心推介》。

### 感情生活
2011年4月於微博被發現與新城知訊台唱片騎師范振鋒秘密拍拖四個月，同年9月1日宣佈於2012年1月15日舉行婚禮。

## 演出作品

### 電視劇（無綫電視）
| 首播   | 劇名                         | 角色               |
| 2004年 | 赤沙印記@四葉草.2            | 葉 蕎              |
| 2005年 | 佛山贊師父                   | 謝蘋兒             |
| 2005年 | 識法代言人                   | Betty              |
| 2006年 | 法證先鋒                     | 景天思（Tracy）    |
| 2006年 | 東方之珠                     | 金 燕（青年）      |
| 2006年 | 亂世佳人                     | 顧昭兒             |
| 2007年 | 奸人堅                       | 霍珍妮             |
| 2008年 | 最美麗的第七天               | 王 慧（Jessie）    |
| 2008年 | 銀樓金粉                     | 尚可怡             |
| 2008年 | 搜神傳                       | 石敢言             |
| 2010年 | 蒲松齡                       | 魏 虹              |
| 2010年 | 公主嫁到                     | 晉懷公主           |
| 2011年 | 仁心解碼                     | 李芷恩             |
| 2011年 | Only You 只有您              | 蘭                 |
| 2011年 | 洪武三十二                   | 甜 兒              |
| 2011年 | 萬凰之王                     | 鈕祜祿康祥（祥嬪） |
| 2012年 | 結·分@謊情式                 | 錢愛晨（晨晨）     |
| 2012年 | 當旺爸爸                     | Ada                |
| 2012年 | 名媛望族                     | 采 月              |
| 2013年 | 幸福摩天輪                   | 鍾彩妮（Cherry）   |
| 2013年 | 凶城計中計（非黃金時段播映） | 霍倩琦             |
| 2014年 | 寒山潛龍                     | 冬 兒              |

### 電視劇（ViuTV）
| 首播   | 劇名     | 角色   |
| 2024年 | 出租大叔 | 張穎欣 |

### 電視廣告
- 2001年︰Clean and Clear 護膚系列（和當時未出道的歌手鄧麗欣合作） （页面存档备份，存于）
- VO5廣告
- 2008年︰早稻田日本語研修中心
- 2008年︰JEE金瑞典（抽氣扇）
- 2018年：Ichikami 洗髮水
- 2018年：鱷魚恤中心廣告
- 2019年：尚護健止痕貼

### 電影
- 2012年︰《起勢搖滾》
- 2015年︰《選擇遊戲》
- 2016年：《極度恐懼之演員篇》
- 2017年︰《我們的6E班》
- 2017年︰《狙擊密令》
- 2017年：《奪命追兇》
- 2018年：《李居明豬年運程電影》

### 音樂錄影帶
- 關楚耀︰（守護者）
- 鄧健泓︰（戒不掉你）
- 郭力行︰（笨過人）
- 梁靖琪︰（賤人）
- 張敬軒︰（他的故事）
- 麥浚龍︰（借火）
- 王友良︰（不再同哭）
- 何紫慧︰（I do）

### 節目主持
- 2005年︰康泰加倍開心日本3S之旅
- 2005年︰全講風生水起
- 2008年︰MTR Shops︰車站購物情緣
- 2009年︰《證監會特約 - 財智達人》- 擔任短劇演員
- 2012年︰長隆旅遊區特約︰家添歡樂逍遙遊

### 舞台劇
- 2015年：嬉春酒店
- 2018年：蓉姐做的湯圓

## 產品代言
- 2001年︰Sony PlayStation 2
- 2005年︰龍發製藥（龍潤茶旗下公司）
- 2017年至2021：Dr. Secret Aesthetic Center代言人

## 商業參與
李思欣於銅鑼灣駱克道投資雞煲火鍋生意，另亦有經營網上鑽石生意。

## 外部連結
- 李思欣的Instagram帳戶
- 李思欣的Facebook專頁@Charmine-Li李思欣-177726582242736
- 李思欣的Facebook專頁
- 李思欣的新浪微博